# Scaptodrosophila jucunda
Scaptodrosophila jucunda är en tvåvingeart som först beskrevs av Lamb 1914.  Scaptodrosophila jucunda ingår i släktet Scaptodrosophila och familjen daggflugor.
Artens utbredningsområde är Seychellerna. Inga underarter finns listade i Catalogue of Life.